# برونو (پیمونت)
برونو (به ایتالیایی: Bruno) یک کومونه در ایتالیا است که در استان آسته واقع شده‌است.

## خصوصیات
برونو ۹٫۲ کیلومترمربع مساحت و ۳۷۹ نفر جمعیت دارد.